# الصفاصف (المسيمير)

تعديل مصدري - تعديل

الصفاصف هي إحدى قرى عزلة المسيمير بمديرية المسيمير التابعة لمحافظة لحج، بلغ تعداد سكانها 68 نسمة حسب تعداد اليمن لعام 2004.